# Porphyrinia sarcosia
Porphyrinia sarcosia là một loài bướm đêm trong họ Noctuidae.